# Wiggle High5
Wiggle High5 war ein britisches Radsportteam im Frauenradsport.

## Organisation
Das Team wurde zur Saison 2013 gegründet und besaß eine Lizenz als UCI Women’s Team. Hauptsponsor war der Sportartikelversandhändler Wiggle. Zweiter Namenssponsor war zunächst der Konzern Honda, der im Vorjahr das Faren Honda Team unterstützte. Zur Finanzierung des Teams trug außerdem eine Stiftung des Tour-de-France-Siegers Bradley Wiggins bei.
Bekannteste Fahrerin des Teams war zu Beginn die zweifache Straßenweltmeisterin Giorgia Bronzini, die ebenso wie ihre Landsfrau Elisa Longo Borghini für die Mannschaft zahlreiche Siege erzielte. Später gewannen Jolien D’hoore und Kirsten Wild UCI Women’s WorldTour-Rennen.
Das Wiggle-Team wurde von der ehemaligen Radrennfahrerin Rochelle Gilmore mit dem Ziel gegründet den Frauenradsport zu professionalisieren und setzte dabei Standards, die nach und nach von anderen Teams erfüllt und überholt wurden. Nachdem die Mannschaft selbst im Jahr 2018 in organisatorische Schwierigkeiten geriet, erklärte Gilmore im Sommer 2018 das Ende des Projekts zum Saisonende 2018.

## Platzierungen in UCI-Ranglisten
| Rangliste           | 2013 | 2014 | 2015 | 2016 | 2017 | 2018 |
| ------------------- | ---- | ---- | ---- | ---- | ---- | ---- |
| Weltrangliste       | 5.   | 7.   | 3.   | 3.   | 6.   | 5.   |
| Weltcup / WorldTour | 7.   | 8.   | 2.   | 2.   | 3.   | 6.   |

## Saison 2017

### Team
| Teamkader 2017           | Teamkader 2017     | Teamkader 2017         | Teamkader 2017                       |
| Name                     | Geburtsdatum       | Land                   | Vorheriges Team                      |
| ------------------------ | ------------------ | ---------------------- | ------------------------------------ |
| Giorgia Bronzini         | 3. August 1983     | Italien                | Diadora-Pasta Zara (2012)            |
| Amy Cure                 | 31. Dezember 1992  | Australien             | Lotto Soudal Ladies (2015)           |
| Audrey Cordon-Ragot      | 22. September 1989 | Frankreich             | Hitec Products (2014)                |
| Jolien D’hoore           | 14. März 1990      | Belgien                | Lotto Belisol Ladies (2014)          |
| Annette Edmondson        | 12. Dezember 1991  | Australien             | Orica-AIS (2014)                     |
| Emilia Fahlin            | 24. Oktober 1988   | Schweden               | Alé Cipollini (2016)                 |
| Grace Garner             | 19. Juni 1997      | Vereinigtes Königreich | Podium Ambition-Club La Santa (2016) |
| Lucy van der Haar        | 20. September 1994 | Vereinigtes Königreich | Liv-Plantur (2015)                   |
| Mayuko Hagiwara          | 16. Oktober 1986   | Japan                  |                                      |
| Emma Johansson           | 23. September 1983 | Schweden               | Orica-AIS (2015)                     |
| Julie Leth               | 13. Juli 1992      | Dänemark               | Hitec Products (2016)                |
| Claudia Lichtenberg      | 17. November 1985  | Deutschland            | Lotto Soudal Ladies (2016)           |
| Elisa Longo Borghini     | 10. Dezember 1991  | Italien                | Hitec Products (2014)                |
| Amy Roberts              | 24. Dezember 1994  | Vereinigtes Königreich |                                      |
| Anna Sanchis             | 18. Oktober 1987   | Spanien                | Bizkaia-Durango (2013)               |
|                          |                    |                        |                                      |
| Quelle: Cycling Archives |                    |                        |                                      |

### Erfolge
| Siege    | Siege                                                     | Siege                  | Siege  | Siege                | Siege |
| Datum    | Rennen                                                    | Staat                  | Klasse | Siegerin             |       |
| -------- | --------------------------------------------------------- | ---------------------- | ------ | -------------------- | ----- |
| 26. Feb. | Omloop van het Hageland                                   | Belgien                | 1.1    | Jolien D’hoore       |       |
| 4. Mär.  | Strade Bianche                                            | Italien                | 1.WWT  | Elisa Longo Borghini |       |
| 29. Mär. | Pajot Hills Classic                                       | Belgien                | 1.2    | Annette Edmondson    |       |
| 3. Apr.  | Grand Prix de Dottignies                                  | Belgien                | 1.2    | Jolien D’hoore       |       |
| 6. Mai   | Tour of Chongming Island, 2. Etappe                       | China                  | 2.WWT  | Jolien D’hoore       |       |
| 7. Mai   | Tour of Chongming Island, 3. Etappe                       | China                  | 2.WWT  | Jolien D’hoore       |       |
| 7. Mai   | Tour of Chongming Island, Gesamtwertung                   | China                  | 2.WWT  | Jolien D’hoore       |       |
| 14. Mai  | Tour of California - women, 4. Etappe                     | Vereinigte Staaten     | 2.WWT  | Giorgia Bronzini     |       |
| 11. Jun. | The Women’s Tour, 5. Etappe                               | Vereinigtes Königreich | 2.WWT  | Jolien D’hoore       |       |
| 22. Jun. | Französische Meisterschaften, Einzelzeitfahren der Frauen | Frankreich             | CN     | Audrey Cordon-Ragot  |       |
| 23. Jun. | Italienische Meisterschaften, Einzelzeitfahren der Frauen | Italien                | CN     | Elisa Longo Borghini |       |
| 25. Jun. | Italienische Meisterschaften, Straßenrennen der Frauen    | Italien                | CN     | Elisa Longo Borghini |       |
| 25. Jun. | Belgische Meisterschaften, Straßenrennen der Frauen       | Belgien                | CN     | Jolien D’hoore       |       |
| 3. Jul.  | Giro d'Italia Women, 4. Etappe                            | Italien                | 2.WWT  | Jolien D’hoore       |       |
| 13. Jul. | Baloise Ladies Tour, Prolog                               | Niederlande            | 2.1    | Annette Edmondson    |       |
| 18. Aug. | Tour of Scandinavia, 1. Etappe                            | Norwegen               | 2.WWT  | Jolien D’hoore       |       |
| 5. Sep.  | Belgium Tour, Prolog                                      | Belgien                | 2.1    | Jolien D’hoore       |       |
| 7. Sep.  | Belgium Tour, 2. Etappe                                   | Belgien                | 2.1    | Jolien D’hoore       |       |
| 10. Sep. | Madrid Challenge by La Vuelta                             | Spanien                | 1.WWT  | Jolien D’hoore       |       |
| 15. Okt. | Chrono des Nations                                        | Frankreich             | 1.1    | Audrey Cordon-Ragot  |       |

## Saison 2018

### Team
| Teamkader 2018                | Teamkader 2018     | Teamkader 2018         | Teamkader 2018                            |
| Name                          | Geburtsdatum       | Land                   | Vorheriges Team                           |
| ----------------------------- | ------------------ | ---------------------- | ----------------------------------------- |
| Katie Archibald               | 12. März 1994      | Vereinigtes Königreich | Team WNT (2017)                           |
| Rachele Barbieri              | 21. Februar 1997   | Italien                | Cylance (2017)                            |
| Elinor Barker                 | 7. September 1994  | Vereinigtes Königreich | Breeze (2017)                             |
| Lisa Brennauer                | 8. Juni 1988       | Deutschland            | Canyon-SRAM Racing (2017)                 |
| Audrey Cordon-Ragot           | 22. September 1989 | Frankreich             | Hitec Products (2014)                     |
| Amy Cure                      | 31. Dezember 1992  | Australien             | Lotto Soudal Ladies (2015)                |
| Annette Edmondson             | 12. Dezember 1991  | Australien             | Orica-AIS (2014)                          |
| Emilia Fahlin                 | 24. Oktober 1988   | Schweden               | Alé Cipollini (2016)                      |
| Lucy van der Haar             | 20. September 1994 | Vereinigtes Königreich | Liv-Plantur (2015)                        |
| Grace Garner                  | 19. Juni 1997      | Vereinigtes Königreich | Podium Ambition-Club La Santa (2016)      |
| Julie Leth                    | 13. Juli 1992      | Dänemark               | Hitec Products (2016)                     |
| Elisa Longo Borghini          | 10. Dezember 1991  | Italien                | Hitec Products (2014)                     |
| Martina Ritter                | 23. September 1982 | Österreich             | Drops (2017)                              |
| Macey Stewart                 | 16. Januar 1996    | Australien             | Orica-AIS (2016)                          |
| Kirsten Wild                  | 15. Oktober 1982   | Niederlande            | Cylance (2017)                            |
| Eri Yonamine                  | 25. April 1991     | Japan                  | FDJ-Nouvelle Aquitaine-Futuroscope (2017) |
| Grace Brown (1. Mai–31. Dez.) | 7. Juli 1992       | Australien             | Holden Team Gusto racing (2018)           |
|                               |                    |                        |                                           |
| Quelle: Cycling Archives      |                    |                        |                                           |

### Erfolge
| Siege    | Siege                                                                     | Siege                  | Siege                | Siege               | Siege |
| Datum    | Rennen                                                                    | Staat                  | Klasse               | Siegerin            |       |
| -------- | ------------------------------------------------------------------------- | ---------------------- | -------------------- | ------------------- | ----- |
| 11. Jan. | Women's Tour Down Under, 1. Etappe                                        | Australien             | 2.1                  | Annette Edmondson   |       |
| 6. Apr.  | Healthy Ageing Tour, 3. a Etappe                                          | Niederlande            | 2.1                  | Kirsten Wild        |       |
| 26. Apr. | Gracia Orlová, 1. Etappe                                                  | Tschechien             | 2.2                  | Emilia Fahlin       |       |
| 27. Apr. | Gracia Orlová, 2. Etappe                                                  | Tschechien             | 2.2                  | Emilia Fahlin       |       |
| 28. Apr. | Gracia Orlová, 4. Etappe                                                  | Tschechien             | 2.2                  | Emilia Fahlin       |       |
| 28. Apr. | Tour of Chongming Island, 3. Etappe                                       | China                  | 2.WWT                | Kirsten Wild        |       |
| 29. Apr. | Gracia Orlová, Gesamtwertung                                              | Tschechien             | 2.2                  | Emilia Fahlin       |       |
| 31. Mai  | Lotto Thüringen Ladies Tour, 4. Etappe                                    | Deutschland            | 2.1                  | Lisa Brennauer      |       |
| 3. Jun.  | Lotto Thüringen Ladies Tour, Gesamtwertung                                | Deutschland            | 2.1                  | Lisa Brennauer      |       |
| 17. Jun. | Einzelzeitfahren der Frauen bei den japanischen Straßenradmeisterschaften | Japan                  | CN                   | Eri Yonamine        |       |
| 22. Jun. | Japanische Meisterschaften, Straßenrennen der Frauen                      | Japan                  | CN                   | Eri Yonamine        |       |
| 23. Jun. | Schwedische Meisterschaften, Straßenrennen der Frauen                     | Schweden               | CN                   | Emilia Fahlin       |       |
| 27. Jun. | course en ligne féminine aux Jeux méditerranéens                          | Spanien                | Elisa Longo Borghini |                     |       |
| 28. Jun. | Französische Meisterschaften, Einzelzeitfahren der Frauen                 | Frankreich             | CN                   | Audrey Cordon-Ragot |       |
| 29. Jun. | Österreichische Straßen-Radmeisterschaften, Einzelzeitfahren der Frauen   | Österreich             | CN                   | Martina Ritter      |       |
| 29. Jun. | Deutsche Meisterschaften im Straßenradsport, Einzelzeitfahren der Frauen  | Deutschland            | CN                   | Lisa Brennauer      |       |
| 7. Jul.  | Giro d'Italia Women, 2. Etappe                                            | Italien                | 2.WWT                | Kirsten Wild        |       |
| 19. Jul. | Baloise Ladies Tour, Prolog                                               | Niederlande            | 2.1                  | Katie Archibald     |       |
| 28. Jul. | RideLondon Classique                                                      | Vereinigtes Königreich | 1.WWT                | Kirsten Wild        |       |